# Dolmen del Gigante
El Dolmen del Gigante (también conocido como Dolmen del Charcón y Tumba del Gigante) es una gran tumba megalítica de corredor con cámara ensanchada, existente en las faldas del Pico Lagarín, junto a la localidad de El Gastor. Data de la Edad del Cobre.

## Características
El dolmen tiene grandes ortostatos verticales y cubiertas menolíticas, y está en buen estado de conservación, a pesar de haber sido objeto de excavaciones incontroladas.

## Localización y acceso
Aunque está ubicado en el Cortijo El Charcón, que pertenece al municipio malagueño de Montecorto, el acceso se hace generalmente desde la población de El Gastor.
Existe un sendero habilitado para el acceso a pie desde el Área Recreativa La Ladera.